# Iglesia de San Juan Bautista (Maracay)
La Iglesia de San Juan Bautista, es un templo católico ubicado en la calle principal de la parroquia Choroní, en Maracay, estado Aragua.
Posee una construcción de estilo neoclásico, distribuida en tres naves: una central y dos laterales, además de un portal principal de madera y dos laterales. Tiene un altar preconciliar con advocación a San Juan Bautista Niño, elaborado en cemento, una pintura en falso relieve dedicada al Inmaculado Corazón de María, dos capillas laterales dedicadas a San Antonio de Padua, un altar móvil de madera y toda una colección de imágenes de varios tamaños y materiales.
La iglesia tiene la particularidad de que en su piso hay varias lápidas de fallecidos, que según cuentan, fueron enterrados ahí por ser grandes colaboradores de la iglesia.
Fue declarada Monumento Histórico Nacional en Gaceta Oficial n° 26.320 del 2 de agosto de 1960.